# خواكين بينتو
خواكين بينتو (بالإسبانية: Joaquín Pinto)‏ هو رسام كولومبي وإكوادوري، ولد في 1842 في كيتو في الإكوادور، وتوفي بنفس المكان في 1906.